# Salto con gli sci al XV Festival olimpico invernale della gioventù europea
Il salto con gli sci al XV Festival olimpico invernale della gioventù europea si è svolto dal 23 al 25 marzo 2022 a Vuokatti in Finlandia. 

## Podi

### Ragazzi
| Evento                        | Oro            | Tempo | Argento    | Tempo | Bronzo         | Tempo |
| Trampolino normale (dettagli) | Jonas Schuster | 250.5 | Jad Habdas | 247.0 | Ben Uber Bayer | 235.0 |
| Gara a squadre (dettagli)     | Austria        | 920.0 | Polonia    | 916.0 | Germania       | 911.5 |

### Ragazze
| Evento                        | Oro        | Tempo | Argento           | Tempo | Bronzo     | Tempo |
| Trampolino normale (dettagli) | Nika Prevc | 255.5 | Nora Midtsundstad | 228.5 | Sina Arnet | 221.5 |

### Misto
| Evento                    | Oro      | Tempo | Argento | Tempo | Bronzo   | Tempo |
| Gara a squadre (dettagli) | Slovenia | 913   | Austria | 897   | Svizzera | 857   |

## Medagliere
| Pos. | Paese    | Oro | Argento | Bronzo | Totale |
| ---- | -------- | --- | ------- | ------ | ------ |
| 1    | Austria  | 2   | 1       | 0      | 3      |
| 2    | Slovenia | 2   | 0       | 0      | 2      |
| 3    | Polonia  | 0   | 2       | 0      | 2      |
| 4    | Norvegia | 0   | 1       | 0      | 1      |
| 5    | Germania | 0   | 0       | 2      | 2      |
| 5    | Svizzera | 0   | 0       | 2      | 2      |